# Jetour

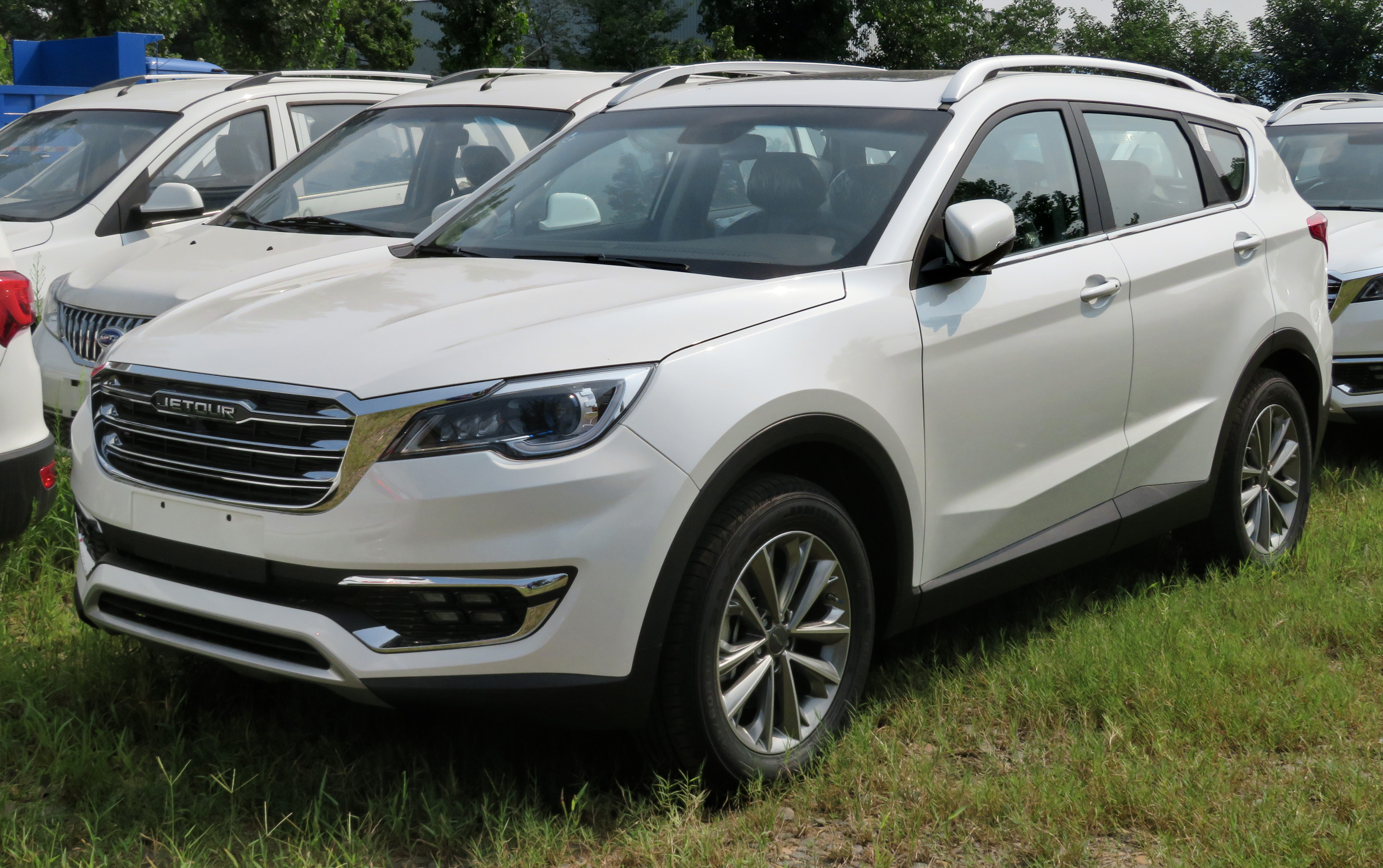
Jetour X70 (2018)

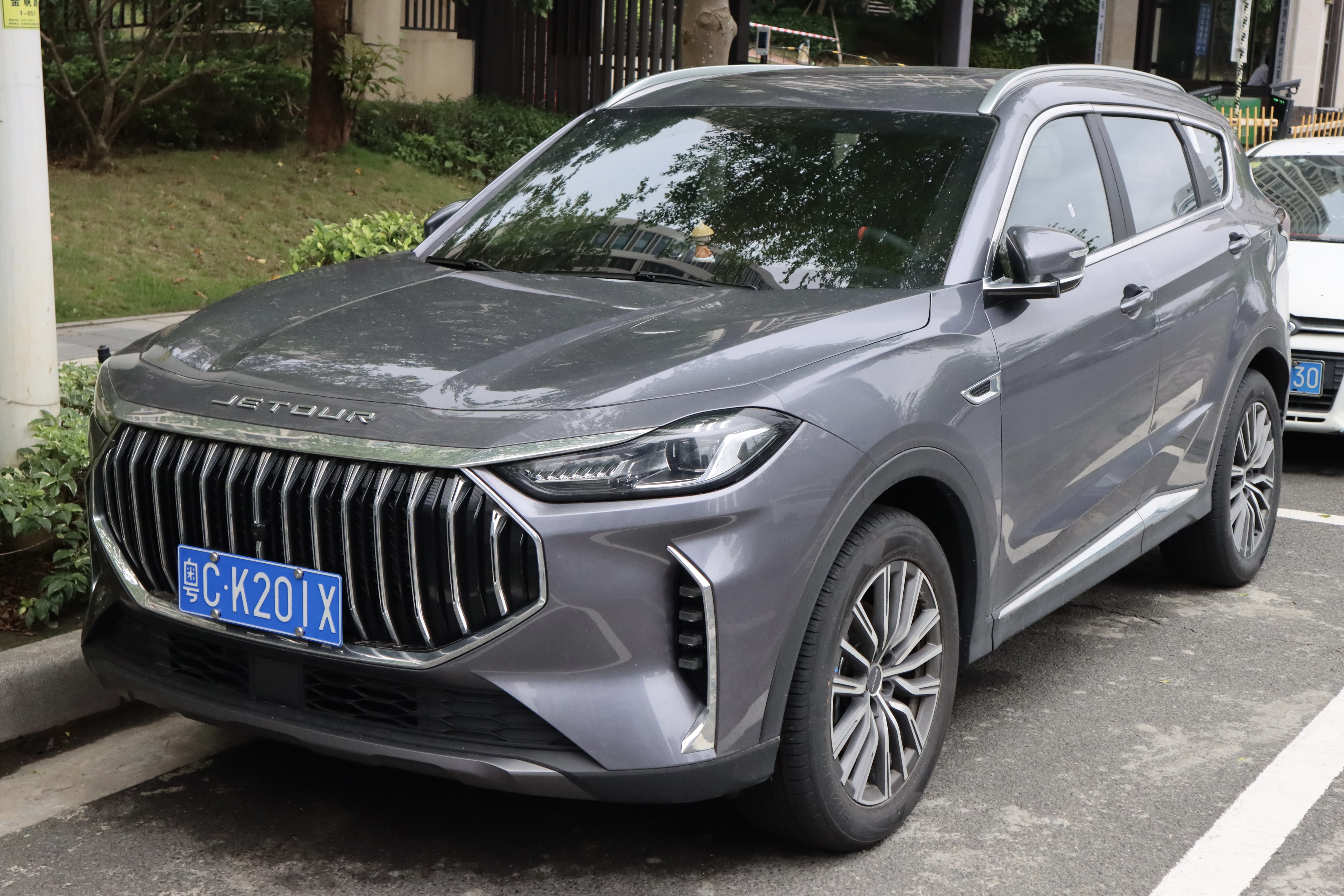
Jetour X70 Plus (2021)

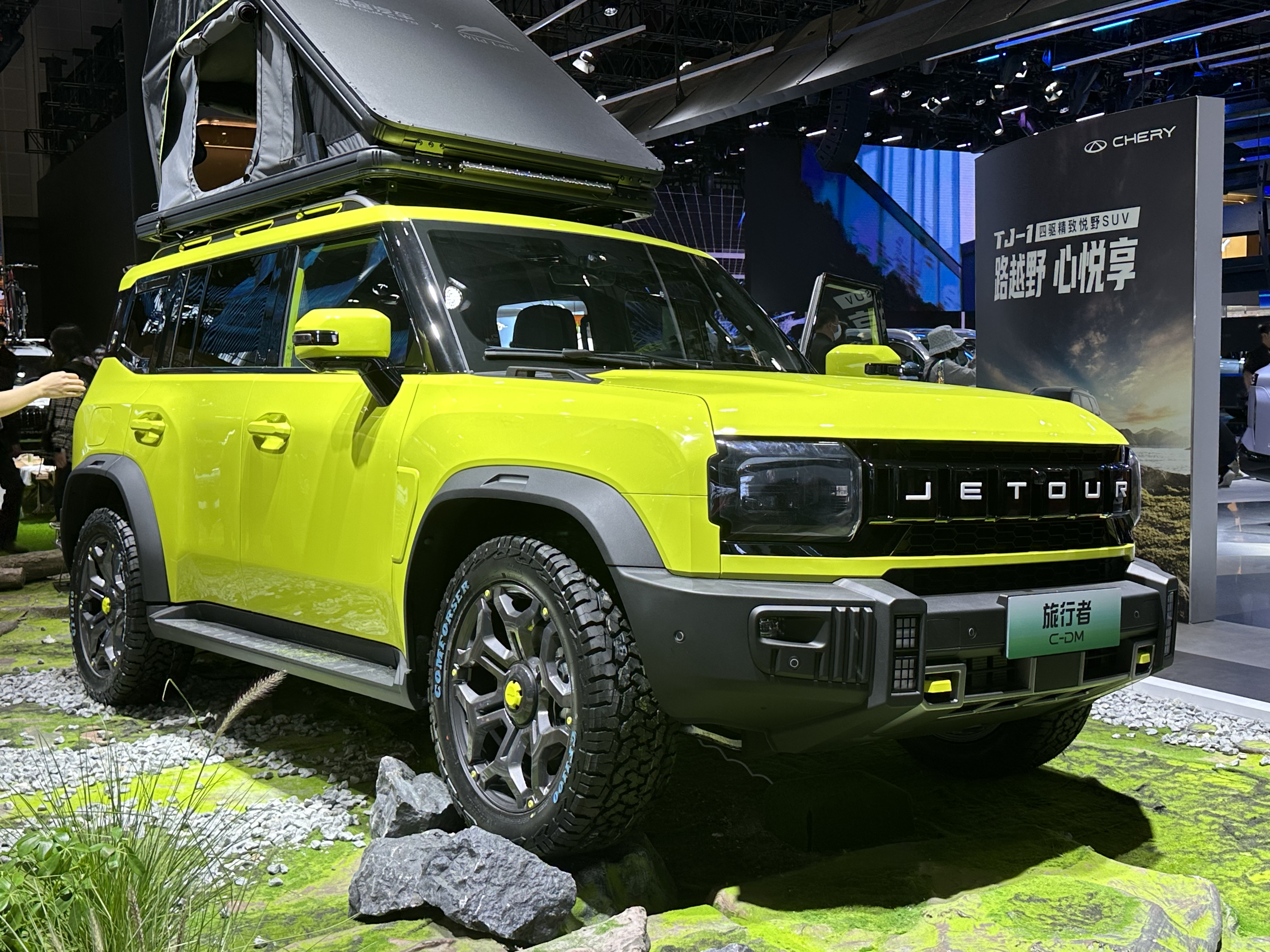
Jetour Traveller (2023)

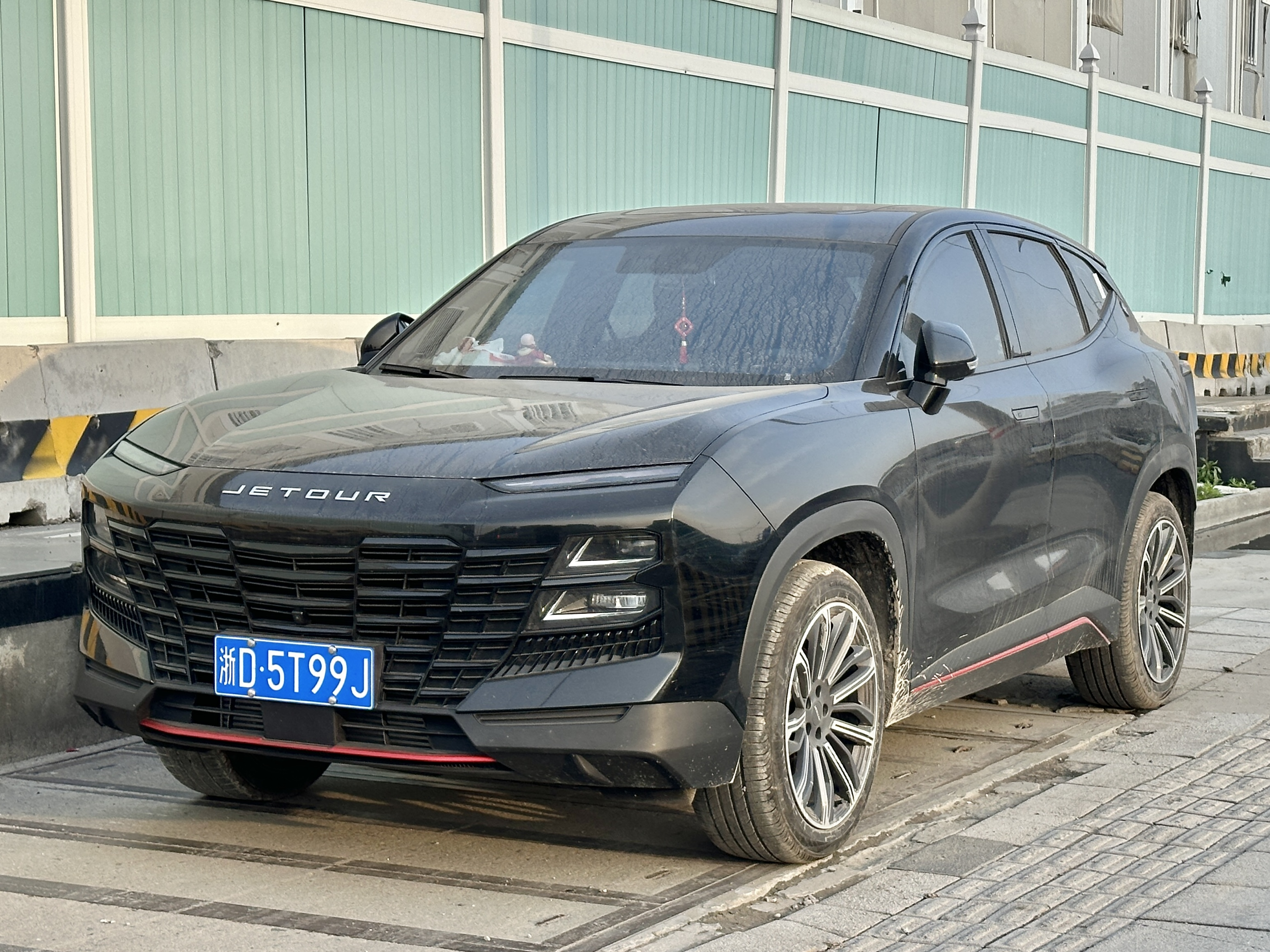
Jetour Dashing (2023)

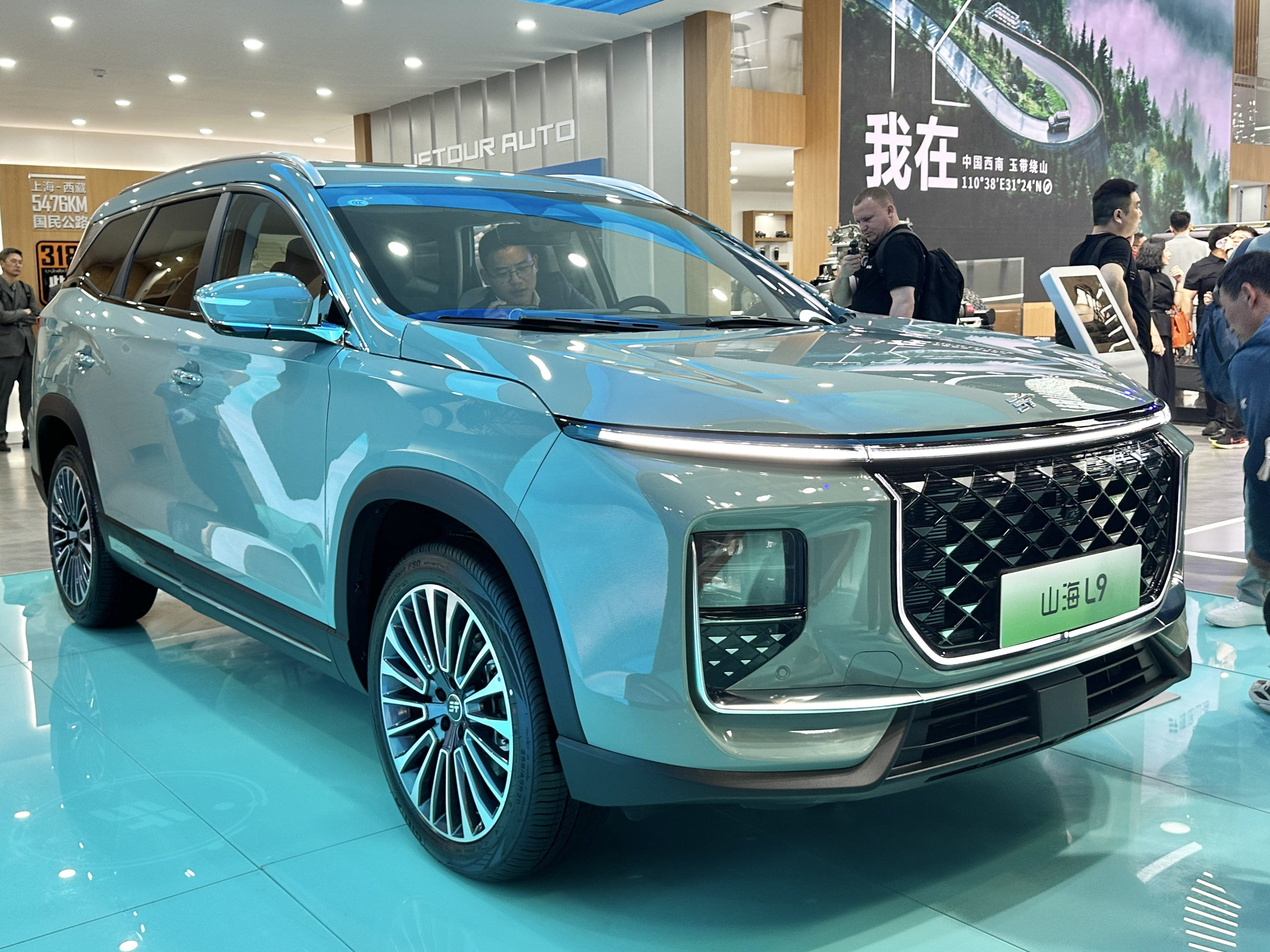
Jetour Shanhai T9 (2024)

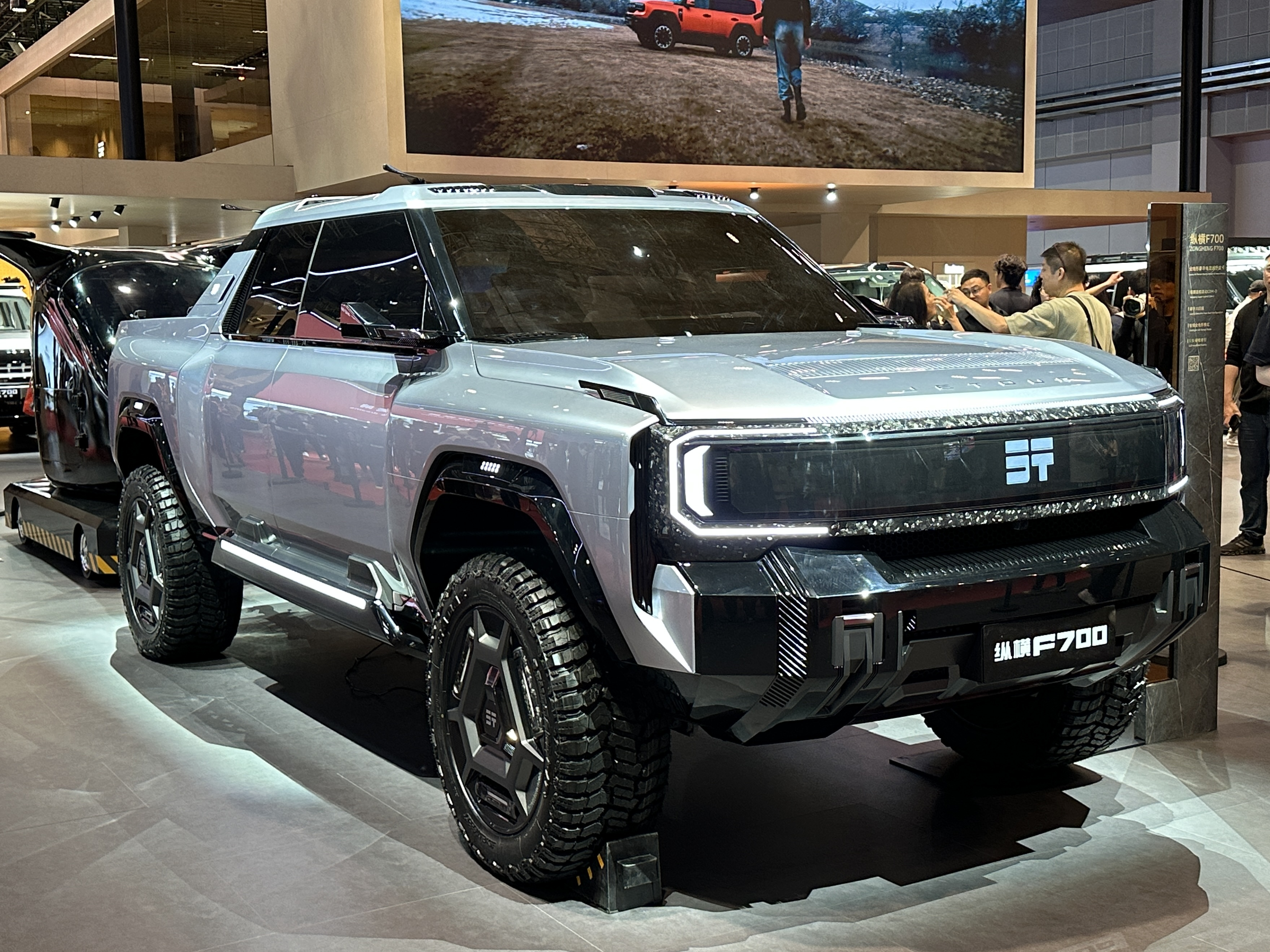
Jetour Zongheng F700 Concept (2025)

Jetour (chiń. upr. 捷途) – chiński producent samochodów osobowych, z siedzibą w Wuhu, działający od 2018 roku. Należy do chińskiego koncernu Chery Automobile.

## Historia

### Początki
W styczniu 2018 chiński koncern Chery Automobile zainaugurował działalność kolejnej, po powstałym rok wcześniej Exeed, marki samochodów skoncentrowanej na droższych i większych SUV-ach. Pierwszym produktem Jetour zostało średniej wielkości X70, które zadebiutowało na rodzimym rynku chińskim równolegle z droższym wariantem X70S. Rok później, w styczniu 2019 roku, Jetour przedstawiło swój drugi produkt pod postacią jeszcze większego, flagowego SUV-a X90, a maju tego samego roku - pierwszy elektryczny model, X70S EV. W październiku 2020 roku Jetour rozpoczęło eksport do pierwszego zagranicznego rynku, uruchamiając dystrybucję na rynku ukraińskim. Ponadto, najpierw jesienią 2020 oferta chińskiej marki została rozbudowana o nowocześniejszy i wyżej pozycjonowany warianty X70 o nazwie X70 Plus, a wiosną 2021 - także o większego X90 Plus.

### Ekspansja
W kwietniu 2022 roku Jetour przeszło do rozbudowy swojej oferty o pierwszy od 2019 roku zupełnie nowy model pod postacią mniejszego, kompaktowego SUV-a Dashing. W lutym 2023 zadebiutował kolejny, średniej wielkości SUV Traveller w zdobywającej wówczas popularność na chińskim rynku off-roadowej estetyce, a w tym samym roku Jetour przeszło do globalnej ekspansji poczynając od Filipin, Meksyku, Bliskiego Wschodu i Rosji. W 2024 roku firma poszerzyła swój zasięg rynkowy o Południową Afrykę, a w tym samym roku wdrożyła do sprzedaży swoje pierwsze lokalne produkt nieobecne w macierzystym portfolio. Najpierw w Filipinach zadebiutował Jetour Ice Cream, w Chinach znany pod macierzystą marką Chery, a w drugiej połowie roku w Rosji - crossover X50 wcześniej oferowany w Chinach pod marką Soueast.
Na początku 2024, poczynając od rodzimego rynku, Jetour wprowadziło do sprzedaży nową rodzinę modelową "Shanhai" tworzoną początkowo przez nieznacznie zmodyfikowane wizualnie odpowiedniki istniejących produktów z napędem hybrydowym typu plug-in. Trend ten przełamała premiera pierwszego tej linii modelu pozbawionego spalinowego odpowiednika pod postacią średniej wielkości SUV-a Shanhai T1, który trafił do sprzedaży na rodzimym rynku chińskim w październiku 2024. 

## Modele samochodów

### Obecnie produkowane

#### SUV-y i crossovery
- Dashing
- Traveller
- X70
- X70 Plus
- X70 Pro
- X90
- X90 Plus
- X90 Pro

#### Samochody hybrydowe
- Shanhai L6
- Shanhai T1
- Shanhai T2
- Shanhai L7
- Shanhai L7 Plus
- Shanhai L9

#### Pickupy
- Reaolo

### Historyczne
- X70S EV (2019–2020)
- X95 (2019–2020)

### Studyjne
- Jetour X Concept (2018)
- Jetour T-X (2022)
- Jetour T-3 (2023)
- Jetour Zongheng F700 (2025)
- Jetour Zongheng G700 (2025)
- Jetour Zongheng G900 (2025)